# Georg Christian Friedrich Lisch

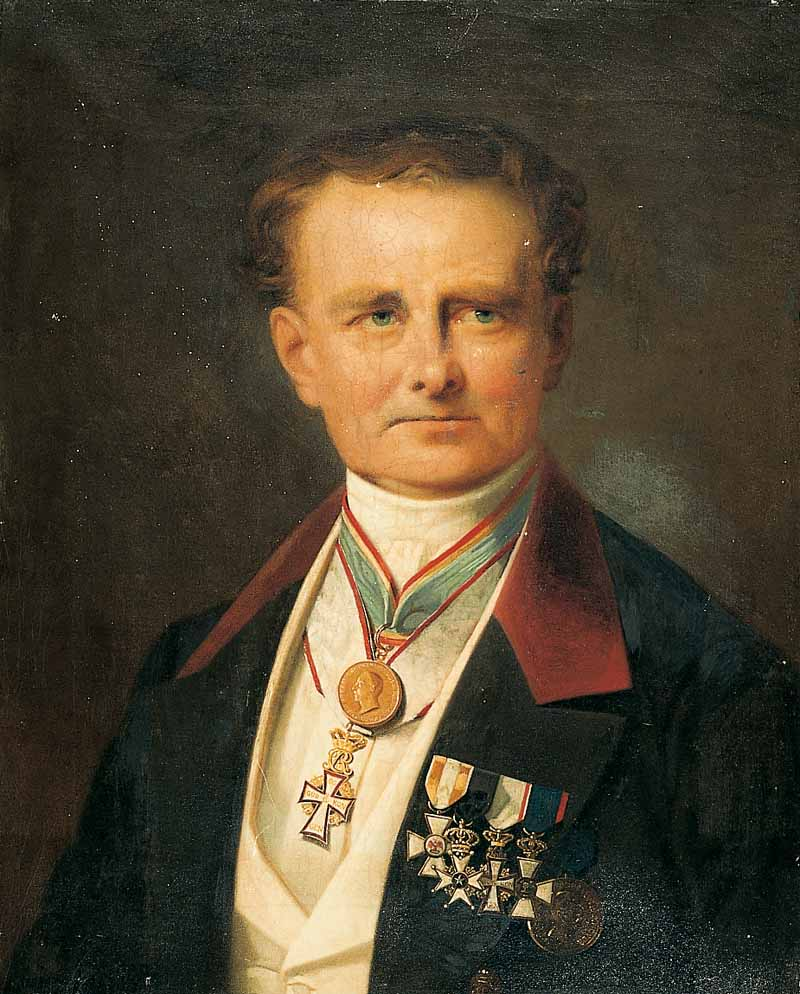
Georg Christian Friedrich Lisch

Georg Christian Friedrich Lisch, född 29 mars 1801 i Strelitz, död 22 september 1883 i Schwerin, var en tysk fornforskare.
Lisch var storhertigligt mecklenburg-schwerinskt geheimearkivråd. Han stiftade 1835 Verein für mecklenburgische Geschichte und Alterthumskunde, bildade denna förenings betydande fornsakssamling och utgav dess Jahrbücher, som innehåller viktiga bidrag till norra Tysklands äldsta historia. Han satte därjämte i gång nämnda förenings publikation Mecklenburgisches Urkundenbuch (1863 ff.). Han författade även åtskilliga större monografier och släkthistorier. Lisch blev 1849 hedersdoktor vid Rostocks universitet. Han omnämns tillsammans med Johann Friedrich Danneil i Jan Olof Olssons De tre från Haparanda.

## Utmärkelser
- Riddare av Nordstjärneorden, 1864.[1]